# Gustav Adolf Reinhard Pompe
Gustav Adolf Reinhard Pompe (ur. 12 stycznia 1832 w Szczecinie, zm. 23 grudnia 1889 w Demmin) – niemiecki teolog protestancki i poeta, twórca ponad 50. wierszy, z których Pommernlied wydany drukiem w roku 1853 stał się od lat 50. XIX w. Hymnem Pomorza. Ukończył Gimnazjum Mariackie w Szczecinie; studiował w Halle.

## Rodzina
Gustav był jedynym dzieckiem kupca Christiana Friedricha Pompe i Henrietty Wilhelminy z domu Ackermann. Bardzo wcześnie stracił ojca i był wychowywany przez matkę. Poślubił pochodzącą ze Świebodzina Annę Butterlin (1841-1918) z którą miał syna Wilhelma urodzonego 7 października 1868 roku w Łobzie. Pochowany został w Demmin razem z żoną we wspólnym grobie.

## Praca zawodowa
- 1855 – nauczyciel w Dreźnie
- 1856 – nauczyciel gimnazjum w Gryficach
- 1861-1872 – proboszcz w Łobzie, gdzie razem z żoną prowadził aktywną działalność w grupach roboczych ds. Diakonii i misji światowej kościoła, publikował w miejscowej gazecie Kreisblatt[2], współzałożyciel miejscowego stowarzyszenia przyjaciół ludzi, które prowadziło zakład wychowawczy dla zaniedbanych chłopców, prawdopodobny inicjator Łobeskich Quempas[3]
- 1872-1883 – superintendent w Lęborku
- 1883-1889 – superintendent w Demmin